# Øyslebø og Laudals kommun
Øyslebø og Laudals kommun (norska: Øyslebø og Laudal kommune) var en kommun i Vest-Agder fylke i södra Norge. Kommunen omfattade ett område i den nordöstra delen av nuvarande Lindesnes kommun samt ett mindre område i den sydvästra delen av nuvarande Kristiansands kommun. Tätorten Øyslebø utgjorde kommunens centralort.

## Administrativ historik
Øyslebø og Laudals kommun upprättades den 1 januari 1838 (som Øslebø og Løvdal formannskapsdistrikt) när Formannskapslovene från 1837 trädde i kraft.
Den 1 januari 1899 delades kommunen i två och de båda kommunerna Øyslebø respektive Laudal bildades. Den gamla kommunen hade vid delningen totalt 1 827 invånare.